# 黃靜藍
黃靜藍（Nam Wong Ching Nam，1995年4月12日—），是香港藝人，2017年做模特兒出道，現在是自由身藝人，被傳媒叫她做「嫩版林志玲」。她是藝人李日朗的前女友。

## 演出

### 電視節目（香港開電視 / HOY TV）
- 2022年：《疫境中的餐桌》主持
- 2022年：《就是青春》主持
- 2022年：《一味傍身 世界通行》主持
- 2023年：《名廚私藏12味》主持
- 2023年：《健康寧飲食》主持

### 電視節目（香港有線電視）
- 2021年：《靚女掃貨團》主持

### 廣告
- 2019年：港鐵[4]
- 2019年：三菱電機[5]
- 2022年：安信信貸[6]
- 2023年：Oral-B[7]
- 2023年：Anessa（與邱士縉合作）[8]
- 2023年：Blue保險

## 連結
- 黃靜藍的Facebook專頁
- 黃靜藍的Instagram帳戶